# Pakisztán az 1972. évi nyári olimpiai játékokon
Pakisztán az NSZK-beli Münchenben megrendezett 1972. évi nyári olimpiai játékok egyik részt vevő nemzete volt. Az országot az olimpián 5 sportágban 25 sportoló képviselte, akik összesen 1 érmet szereztek.

## Érmesek
| Érem  | Versenyző | Sportág   | Versenyszám |
| ----- | --- | --------- | ----------- |
| Ezüst | Nemzeti válogatott Riaz Ahmed Saeed Anwar Mudassar Asghar Jahangir Butt Akhtarul Islam Islahuddin Mohammad Asad Malik Fazalur Rehman Abdul Rashid Akhtar Rasool Shahnaz Sheikh Muhammad Zahid Sheikh Saleem Sherwani Iftikhar Syed Munawaruz Zaman | Gyeplabda | Férfi       |

## Atlétika
Férfi
| Versenyző             | Versenyszám | Előfutam | Előfutam | Előfutam | Negyeddöntő | Negyeddöntő | Negyeddöntő | Elődöntő | Elődöntő | Elődöntő | Döntő   | Döntő    |
| Versenyző             | Versenyszám | Idő      | Hely.    | Össz.    | Idő         | Hely.       | Össz.       | Idő      | Hely.    | Össz.    | Idő     | Helyezés |
| --------------------- | ----------- | -------- | -------- | -------- | ----------- | ----------- | ----------- | -------- | -------- | -------- | ------- | -------- |
| Nusrat Iqbal Sahi     | 200 m       | 22,07    | 5.       | 51.      | kiesett     | kiesett     | kiesett     | kiesett  | kiesett  | kiesett  | kiesett | kiesett  |
| Nusrat Iqbal Sahi     | 400 m       | 49,57    | 8.       | 58.      | kiesett     | kiesett     | kiesett     | kiesett  | kiesett  | kiesett  | kiesett | kiesett  |
| Muhammad Siddique     | 800 m       | 1:52,6   | 7.       | 49.      |             |             |             | kiesett  | kiesett  | kiesett  | kiesett | kiesett  |
| Muhammad Younis       | 1500 m      | 3:44,1   | 7.       | 33.      |             |             |             | kiesett  | kiesett  | kiesett  | kiesett | kiesett  |
| Muhammad Ahmed Bashir | 110 m gát   | 15,38    | 8.       | 36.      |             |             |             | kiesett  | kiesett  | kiesett  | kiesett | kiesett  |
| Norman Brinkworth     | 400 m gát   | 54,67    | 7.       | 35.      |             |             |             | kiesett  | kiesett  | kiesett  | kiesett | kiesett  |

## Birkózás
Szabadfogású
| Versenyző        | Versenyszám | 1. forduló                    | 2. forduló                     | 3. forduló                     | 4. forduló        | 5. forduló        | 6. forduló        | 7. forduló        | Döntő             | Helyezés    |
| Versenyző        | Versenyszám | Ellenfél Eredmény             | Ellenfél Eredmény              | Ellenfél Eredmény              | Ellenfél Eredmény | Ellenfél Eredmény | Ellenfél Eredmény | Ellenfél Eredmény | Ellenfél Eredmény | Helyezés    |
| ---------------- | ----------- | ----------------------------- | ------------------------------ | ------------------------------ | ----------------- | ----------------- | ----------------- | ----------------- | ----------------- | ----------- |
| Ditta Allah      | 57 kg       | Jorge Ramos (CUB) · 3-1       | Risto Darlev (YUG) · 3-1       | kiesett                        | kiesett           | kiesett           | kiesett           | kiesett           | kiesett           | helyezetlen |
| Muhammad Yaghoub | 74 kg       | Urbanovics Miklós (HUN) · 3-1 | Shakar Khan Shakar (AFG) · 2-2 | Jan Karlsson (SWE) · kétvállas | kiesett           | kiesett           | kiesett           |                   | kiesett           | helyezetlen |

## Gyeplabda
| Pakisztáni férfi gyeplabdacsapat-játékoskeret                                                                                     | Pakisztáni férfi gyeplabdacsapat-játékoskeret                                                                               |
| --- | --- |
| - Riaz Ahmed - Saeed Anwar - Mudassar Asghar - Jahangir Butt - Akhtarul Islam - Islahuddin - Mohammad Asad Malik - Fazalur Rehman | - Abdul Rashid - Akhtar Rasool - Shahnaz Sheikh - Muhammad Zahid Sheikh - Saleem Sherwani - Iftikhar Syed - Munawaruz Zaman |

### Eredmények
Csoportkör
A csoport
| Csapat              | M | Gy | D | V | G+ | G– | Gk  | P  |
| ------------------- | - | -- | - | - | -- | -- | --- | -- |
| NSZK (FRG)          | 7 | 6  | 1 | 0 | 17 | 5  | +12 | 13 |
| Pakisztán (PAK)     | 7 | 5  | 1 | 1 | 17 | 6  | +11 | 11 |
| Malajzia (MAS)      | 7 | 4  | 1 | 2 | 9  | 7  | +2  | 9  |
| Spanyolország (ESP) | 7 | 2  | 4 | 1 | 9  | 8  | +1  | 8  |
| Belgium (BEL)       | 7 | 2  | 1 | 4 | 8  | 14 | –6  | 5  |
| Franciaország (FRA) | 7 | 2  | 0 | 5 | 6  | 13 | –7  | 4  |
| Argentína (ARG)     | 7 | 0  | 3 | 4 | 4  | 9  | –5  | 3  |
| Uganda (UGA)        | 7 | 0  | 3 | 4 | 6  | 14 | –8  | 3  |

| 1972. augusztus 27. | Pakisztán (PAK) | 3 – 0   | Franciaország (FRA) |  |
| 1972. augusztus 27. | Anwar 2 Rashid  | (1 – 0) |                     |  |

| 1972. augusztus 28. | Pakisztán (PAK) | 1 – 1   | Spanyolország (ESP) |  |
| 1972. augusztus 28. | Zaman           | (1 – 1) | J. Fábregas         |  |

| 1972. augusztus 29. | Pakisztán (PAK)     | 3 – 1   | Uganda (UGA) |  |
| 1972. augusztus 29. | Islam Asghar Sheikh | (2 – 0) | A. S. Sandhu |  |

| 1972. augusztus 31. | Pakisztán (PAK) | 1 – 2   | NSZK (FRG)      |  |
| 1972. augusztus 31. | Zaman           | (0 – 0) | Baumgart Krause |  |

| 1972. szeptember 1. | Pakisztán (PAK) | 3 – 1   | Argentína (ARG) |  |
| 1972. szeptember 1. | Rashid 2 Malik  | (1 – 0) | J. Sabbione     |  |

| 1972. szeptember 3. | Pakisztán (PAK)    | 3 – 0   | Malajzia (MAS) |  |
| 1972. szeptember 3. | Zaman Rashid Anwar | (1 – 0) |                |  |

| 1972. szeptember 4. | Pakisztán (PAK) | 3 – 1   | Belgium (BEL) |  |
| 1972. szeptember 4. | Rashid 2 Zaman  | (1 – 1) | Gillard       |  |

Elődöntő
| 1972. szeptember 8. | Pakisztán (PAK) | 2 – 0   | India (IND) |  |
| 1972. szeptember 8. | Rehman Sheikh   | (2 – 0) |             |  |

Döntő
| 1972. szeptember 10. | NSZK (FRG) | 1 – 0   | Pakisztán (PAK) |  |
| 1972. szeptember 10. | Krause     | (0 – 0) |                 |  |

| Csapat          | Helyezés |
| --------------- | -------- |
| Pakisztán (PAK) |          |

## Ökölvívás
| Versenyző      | Versenyszám  | Selejtező         | 32-es főtábla                  | Nyolcaddöntő      | Negyeddöntő       | Elődöntő          | Döntő             | Helyezés |
| Versenyző      | Versenyszám  | Ellenfél Eredmény | Ellenfél Eredmény              | Ellenfél Eredmény | Ellenfél Eredmény | Ellenfél Eredmény | Ellenfél Eredmény | Helyezés |
| -------------- | ------------ | ----------------- | ------------------------------ | ----------------- | ----------------- | ----------------- | ----------------- | -------- |
| Jan Balouch    | Légsúly      | erőnyerő          | Georgi Kosztadinov (BUL) · RSC | kiesett           | kiesett           | kiesett           | kiesett           | 17.      |
| Malang Balouch | Kisváltósúly |                   | Graham Moughton (GBR) · 0-5    | kiesett           | kiesett           | kiesett           | kiesett           | 17.      |

## Súlyemelés
| Versenyző             | Versenyszám | Nyomás   | Nyomás   | Szakítás | Szakítás | Lökés    | Lökés    | Összesen | Helyezés |
| Versenyző             | Versenyszám | Eredmény | Helyezés | Eredmény | Helyezés | Eredmény | Helyezés | Összesen | Helyezés |
| --------------------- | ----------- | -------- | -------- | -------- | -------- | -------- | -------- | -------- | -------- |
| Mohammad Malik Arshad | 75 kg       | 117,5    | 23.      | 107,5    | 20.      | 147,5    | 18.      | 372,5    | 19.      |